# Shenmue II
Shenmue II (jap.: シェンムー II, Hepburn: Shenmū II) ist ein Videospiel für die Spielkonsolen Dreamcast, PlayStation 4, Xbox, Xbox One sowie PCs mit dem Betriebssystem Windows. Es ist der Nachfolger von Shenmue und wurde unter der Regie von Yū Suzuki von Sega AM2 entwickelt.

## Handlung
Die Handlung von Shenmue II beginnt kurz nach dem Ende des Vorgängers und dem ersten Kapitel. Das Spiel erzählt die Geschichte der Kapitel drei bis fünf. Kapitel zwei, die Schiffsreise von Yokosuka nach Hongkong, die ursprünglich ebenfalls spielbar sein sollte, wird nur kurz im Vorspann erwähnt. Ein später erschienener Comic erzählt diese Handlung genauer.
Ryo Hazuki trifft im Hafen von Hongkong ein, nur mit einem Zettel, den er von Master Chen Yao Wen erhielt, auf dem der Name und die Adresse von Lishao Tao steht, den es aufzusuchen gilt, da ihm dieser bei seiner Suche nach Lan Di, dem Mörder seines Vaters, weiterhelfen könne. Doch unter angegebener Adresse ist dieser Meister nicht mehr anzutreffen. Ryo begibt sich zum Man-Mo-Tempel, da er erfährt, dass sich Lishao Tao nun dort aufhalten soll. Als Ryo schließlich dort ankommt, wird er abgewiesen. Er solle zunächst die vier Wude, alte Kung-Fu-Weisheiten, erlernen, um die nötige Reife für ein Treffen zu erreichen. Nach mühevoller Suche erlernt er drei Wude von weisen Meistern, denen er in Hongkong begegnet. Das letzte Wude lernt er jedoch im Man-Mo-Tempel selbst kennen, worauf sich ihm Lishao Tao zu erkennen gibt, der, sehr zu Ryos Verwunderung, eine junge Frau namens Xiuying Hong ist. Sie bietet Ryo Obdach, dennoch kann auch sie ihm nicht bei seiner Suche nach einem gewissen Yuanda Zhu weiterhelfen. Als er dabei hilft, die Bücherei des Tempels aufzuräumen und die Bücher zu lüften, fällt Ryo ein alter Zettel in die Hand, auf dem ominöse Symbole, sogenannte Chawan-Zeichen, abgebildet sind, die zur geheimen Kontaktaufnahme in der Öffentlichkeit dienen. Durch einen Kontaktmann erfährt Ryo, er solle einen gewissen Ren aufsuchen, den er in der Hafengegend finden würde. Wuying Ren, der junge, charismatische Anführer der Heavens, einer kleinkriminellen Bande, ist im Grunde kein schlechter Kerl. Nach einigen Widrigkeiten erfährt Ryo von diesem, dass sich Yuanda Zhu in Kowloon aufhält.
In der Kowloon Walled City beginnt Kapitel vier der Shenmue-Saga. Ryo begibt sich dort angekommen mit der Unterstützung von Ren und seiner Gang auf die Suche. Durch Detektivarbeit gelingt es ihnen schließlich, Yuanda Zhus Aufenthaltsort ausfindig zu machen. Dummerweise tauchen dann Mitglieder der gefährlichen Yellow-Head-Gang auf, die Yuanda Zhu entführen, um ihn Lan Di auszuliefern. In das gut bewachte Hauptquartier dieser Bande, das Yellow Head Building, zu gelangen, gestaltet sich schwierig. Ryo bestreitet fortan in ganz Kowloon illegale Straßenkämpfe, um einen Scout auf sich aufmerksam zu machen, der im Auftrag von Yellow Head nach fähigen Kämpfern sucht. Schließlich gelangen Ryo und Ren durch die Kanalisation in das Hochhaus der Yellow Head und kämpfen und schleichen sich nach oben. Nach einigen Widrigkeiten gelangen die beiden zum Dach des Gebäudes, wo sie es vereiteln können, dass Lan Di Yuanda Zhu in seinem Hubschrauber wegbringt. Dieser zieht daher alleine von dannen. Doch kommt es daraufhin auf dem Dach zum Kampf mit Dou Niu, dem riesigen und äußerst korpulenten Anführer der Yellow Head, in dem Ryo jedoch triumphieren kann. Nachdem Ruhe eingekehrt ist, erfährt Ryo von Yuanda Zhu, was es mit den beiden Spiegeln auf sich hat, nach denen Lan Di sucht (einen besitzt er ja bereits). Diese, so erzählt dieser, dienen gemeinsam als eine Art Schatzkarte zu einem Schatz der Qing-Dynastie. Nun soll sich Lan Di auf dem Weg nach Guilin befinden, in dessen Gegend die Spiegel ursprünglich aus dem dort vorkommenden Gestein gefertigt wurden. Ryo beschließt, ebenfalls dorthin zu reisen. Zuvor verabschiedet er sich in Hongkong noch von seinen Freunden und Bekannten wie Ren, Joy, Wong und Xiuying.
Mit Ryos Reise in das chinesische Hinterland beginnt das fünfte Kapitel von Shenmue. Mit einem kleinen Schiff gelangt Ryo zum Fuße der Gebirge, in denen sich Guilin befindet, und bricht vom Dorf Bailu aus zu einem etwa zweitägigen Fußmarsch auf. Nach einiger Zeit zieht ein starkes Unwetter auf. Ryo, der einen Fluss entlangläuft, der infolge der Regengüsse stark angestiegen ist, sieht plötzlich, wie eine Ziege die Strömung hinabtreibt und eine junge Frau verzweifelt am Ufer hinterherrennt. Sie springt ins Wasser, um das Tier zu retten, gerät aber so selbst in Not. Ryo springt hinterher und rettet sie beide. Später stellt sich das dankbare Mädchen als Shenhua vor. Da beide den gleichen Weg haben, wandern sie fortan gemeinsam. Nach zwei Tagesmärschen (zwischendurch nächtigten sie in einer Höhle) erreichen sie Shenhuas Zuhause. Vor dem Haus steht ein großer prächtiger Baum, ein Shenmue-Baum. Shenhua, die schon während des ersten Spieles von Ryo und seiner Reise träumte, wurde nach diesem Baum benannt. In dem Haus sieht Ryo Skizzen mit den Spiegeln. Er und Shenhua beschließen, ihren Vater aufzusuchen, der in einer tiefen Höhle arbeitet und dort Gestein abträgt. Der Vater ist nicht dort, doch sie finden ein altes Schwert auf einem Tisch liegen. Als Ryo es in einen passenden Schlitz steckt, gibt es eine Reaktion, und vor Shenhua und Ryo sind die beiden Spiegel in einem riesigen Format zu erkennen. Mit diesem Cliffhanger endet der zweite Teil.

## Spielprinzip und Technik
Gegenüber dem Vorgänger wurde vieles leicht verbessert oder abgeändert. Das Kampfsystem ist eingängiger und es ist nicht mehr notwendig, zu trainieren, um die Kampfkraft zu steigern. Des Weiteren gibt es deutlich mehr Quick-Time-Events. Gilt es, auf einen bestimmten Termin im Spiel zu warten, kann man auf Wunsch sofort zu dem Zeitpunkt springen und muss nicht mehr warten. Weiterhin sind die Passanten im Spiel hilfreicher und geleiten einen manchmal auf Wunsch zum Ziel.
Der Großteil des Spieles besteht weiterhin aus dem Erforschen der Spielwelt. So können weiterhin Geschäfte betreten, Minispiele bestritten, Geld ausgegeben oder Arbeiten angenommen werden. Man ist nicht gezwungen, rasch der Haupthandlung zu folgen, sondern findet Möglichkeiten, sich anderweitig die Zeit zu vertreiben oder schlicht zu schlendern und die Spielewelt auf sich wirken zu lassen. Es gibt auch erneut Spielhallen mit emulierten Klassikern.
Das Spiel besticht auch durch seine Nachbildung von Hongkong und Kowloon. Wenngleich natürlich nicht die ganze Stadt nachgebaut wurde, besticht das vorhandene, weiträumige Areal mit seiner Detailtreue und Lebendigkeit in den zahlreichen verschiedenen Vierteln.

### Unterschiede zwischen der Dreamcast- und Xbox-Version
Die Unterschiede zwischen beiden Versionen sind vor allem technischer Natur, so ist die Bildfrequenz der Xbox-Variante stabiler, und diese besitzt Anti-Aliasing. Lichteffekte und Wasser wirken zudem wesentlich ansehnlicher. Zudem besitzt die Xbox-Version einen Modus, bei dem auf Knopfdruck die Bildqualität verändert werden kann. So kann man auf Wunsch das Spiel z. B. in Schwarz-Weiß spielen. Die auffälligste Erneuerung ist aber wohl der Photo-Modus. So kann auf Knopfdruck in jeder Situation des Spieles ein Schnappschuss geschossen werden. Diese Bilder lassen sich dann in einem Menüpunkt begutachten. Das Spiel ist in der Version für die Xbox englisch synchronisiert, während Sega für die europäische Version nur die japanischen Originalsprecher eingesetzt hatte. Die Untertitel sind englischsprachig. Shenmue II erschien für die Dreamcast nur in Japan und Europa, der US-amerikanische Markt wurde nicht mehr bedient.

## Entwicklungs- und Veröffentlichungsgeschichte
Im Herbst 2001 erschien die Dreamcast-Version in Japan und Europa in einer Box mit vier GD-ROMs. In Nordamerika erschien das Spiel erst 2002 und nur für die Xbox (auf DVD), da Microsoft sich für diesen Markt die Exklusivrechte sichern konnte. In Japan erschien die Xbox-Umsetzung nie. Die Dreamcast-Fassung hatte japanische Sprachausgabe, englische Untertitel und deutsche Menütexte. Die Xbox-Version war hingegen komplett englisch.
Am 21. August 2018 veröffentlicht Sega den ersten und zweiten Teil als Shenmue I & II erstmals für Windows, Xbox One und PlayStation 4. Die Neuauflagen sind an moderne Plattformen und HD-Auflösung angepasst und enthalten außerdem Neuerungen wie freies Speichern, laufen jedoch nach wie vor in 30 Bildern pro Sekunde. Entwickelt wurden die Portierungen von dem britischen Studio d3t im Auftrag von Sega.

### Fortsetzung
Nach 14 Jahren Wartezeit wurde auf der E3 2015 der offizielle Nachfolger Shenmue III angekündigt. Projektleiter Yu Suzuki gab bekannt, die Fortsetzung zunächst für die PlayStation 4 und Windows veröffentlichen zu wollen. Entwickelt wurde das Spiel von seinem Studio Ys Net und Neilo. Um einen Teil des Projektes zu finanzieren, wurde zeitgleich mit der Präsentation auf der Sony-Pressekonferenz eine Kampagne auf dem Crowdfunding-Portal Kickstarter gestartet. Der Zielbetrag von 2 Millionen US-Dollar wurde bereits nach neun Stunden erreicht. Shenmue III entstand auf der Spiel-Engine Unreal Engine 4 erschien im November 2019. Die Entwicklung wurde von Sony Interactive Entertainment, Sega und Shibuya Productions unterstützt. Deep Silver fungiert als Vertriebspartner und brachte Shenmue III auf den Markt.

### Shenmue: The Movie
Nur der Xbox-Version liegt eine weitere Film-DVD bei mit Shenmue: The Movie. Dieser 90-minütige Film, der in Japan regulär im Kino lief, besteht aus allen Zwischensequenzen des ersten Spieles. Diese DVD diente so einerseits als Bonus und Entschädigung für die lange Wartezeit dieser Version, aber auch um vielen Xbox-Spielern, die den ersten Teil nicht kennen, die Handlung dessen näher zu bringen.
Zu Shenmue II erschien später auch ein Zusammenschnitt aller Zwischensequenzen, jedoch nur als VCD in Japan in geringer Stückzahl.